# Maria Francisca Benedita von Portugal

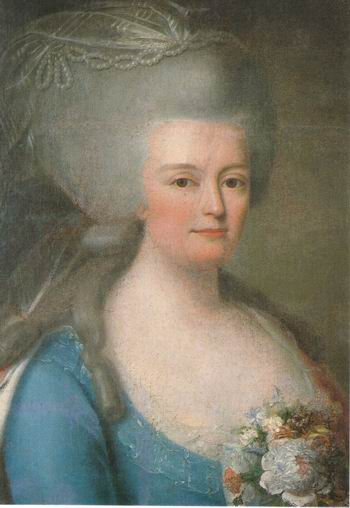
Maria Francisca Benedita de Bragança, Infantin von Portugal und Brasilien

Maria Francisca Benedita von Portugal, vollständiger Name Maria Francisca Benedita Ana Isabel Antónia Lourença Inácia Teresa Gertrudes Rita Joana Rosa de Bragança (* 25. Juli 1746 in Lissabon; † 18. August 1829 ebenda) war eine Infantin von Portugal und von Brasilien sowie Prinzessin von Beira.

## Leben

Infant José Francisco de Bragança, Prinz von Beira

Maria Francisca war die jüngste Tochter von König Joseph I. von Portugal (1714–1777) und seiner Frau der Infantin Maria Anna Viktoria von Spanien (1718–1781), älteste Tochter des spanischen Königs Philipp V. und seiner zweiten Frau Prinzessin Elisabetta Farnese von Parma. Ihre Großeltern väterlicherseits waren König Johann V. von Portugal und Erzherzogin Maria Anna von Österreich.
Am 7. Februar 1777 heiratete Infantin Maria Francisca in Lissabon ihren Neffen Infant José Francisco de Bragança, Prinz von Beira (1761–1788), ältesten Sohn ihrer Schwester Maria, der gleichzeitig als Sohn ihres Onkels ihr Cousin war. Zwei Wochen nach der Heirat starb ihr Vater, und ihre Schwester und ihr Onkel bestiegen gemeinsam als Maria I. und Peter III. den portugiesischen Thron.
Die Ehe blieb kinderlos. Don José Francisco starb bereits 1788 an den Folgen einer Pockenerkrankung, elf Jahre nach der Eheschließung. Maria Francisca Benedita begleitete die königliche Familie nach Brasilien und kehrte gemeinsam mit ihr 1821 zurück. Sie starb 1829 in Lissabon und wurde im Kloster von São Vicente de Fora bestattet.